# Simpson
Simpson je priimek več oseb:
- Hamilton Wilkie Simpson, britanski general
- Malcolm Macrae Simpson, britanski general
- Noel Simpson, britanski general
- Frank Ernest Wallace Simpson, britanski general
- Wallis Simpson, ameriška filantropinja, žena kralja Edvard VIII. Biritanskega in razlog za njegovo abdikacijo
- Simpsonov paradoks - statistični paradoks, poimenovan po Edwardu H. Simpsonu
- Simpsonovi - ime fiktivne družine v istoimenski ameriški animirani seriji